# ウィエンチャイ郡
座標: 北緯19度52分59秒 東経99度55分59秒 / 北緯19.88306度 東経99.93306度
ウィエンチャイ郡（ウィエンチャイぐん）はタイ北部・チエンラーイ県の郡（アムプー）である。

## 名称
旧称ウィエンチャイナーラーイ。ウィエンチャイとは「勝利の街」を意味する。

## 歴史
1360年ごろ、マンラーイ王の第二子、プラチャオ・チャイナーラーイ、現在のタムボン・ムアンチュム付近に都市を建設したこれが、ウィエンチャイの始まりである。その後戦争により廃墟と化したが。チャクリー王朝期に現在のタムボン・ウィエンチャイに人が多く入植し街が再建された。
1974年6月17日、チエンラーイからタムボン・ウィエンチャイ、タムボン・トゥンコー、タムボン・パーガームが独立し分郡（キンアムプー）を形成。1979年3月25日、郡（アムプー）に昇格した。

## 地理
コック川の形成した台地にあり、市内の重要な水源はコック川である。郡南部には山岳地帯が広がる。
国道1232、1233号線が西に延びており、チエンラーイとつながっている。国道1173号線が東北に延びており、ドーイルワン方面とつながっている。国道1152号線が東に延びておりパヤーメンラーイ方面とつながっている。北西から南東に国道1020号線が延びており北西にチエンラーイ、南東にトゥーン方面とつながっている。

## 経済
郡の主要な産業は農業で、コメ、果物、トウモロコシが生産されているほか、牧畜も行われている。

## 行政区分
郡は5のタムボンに分かれ、さらにその下位に70の村（ムーバーン）がある。自治体（テーサバーン）があり、以下のようになっている。
- テーサバーンタムボン・ウィエンチャイ・・・タムボン・ウィエンチャイ、タムボン・ムアンチュムの一部。

また、郡内には5のタムボン行政体（オンカーンボーリハーンスワンタムボン）が設置されている。以下のタムボンで欠番のタムボンは、分離してウィエンチエンルン郡を形成したタムボンである。
1. タムボン・ウィエンチャイ・・・ตำบลเวียงชัย
2. タムボン・バーガーム・・・ตำบลผางาม
3. タムボン・ウィエンヌア・・・ตำบลเวียงเหนือ

1. タムボン・ドーンシラー・・・ตำบลดอนศิลา

1. タムボン・ムアンチュム・・・ตำบลเมืองชุม